# Конвалия (село)
Конвалия (укр. Конвалії; до 2025 года — Ландышево) — село в Валковской городской общине Богодуховского района Харьковской области Украины.
Код КОАТУУ — 6321281004. Население по переписи 2001 г. составляет 126 (65/61 м/ж) человек.

## Географическое положение
Село Ландышево находится в 1-м км от реки Орчик (правый берег), на расстоянии в 1 км находится село Серпневое и в 2-х км село Благодатное.
К селу примыкает небольшой лесной массив (дуб) — урочище Коренное.

## История
- 1843 — дата основания.

## Экономика
- В селе есть молочно-товарная ферма.